# Bernardino Caballero
Bernardino Caballero de Añasco y Melgarejo (Ybycuí, 20 de maio de 1839 – Assunção, 26 de fevereiro de 1912) foi um militar e político paraguaio, presidente provisório (1880-1882) e depois Constitucional (1882-1886). É um dos fundadores do Partido Colorado.

## Biografia
Em Humaitá, na Guerra do Paraguai, era alferes e ajudante do Marechal Francisco Solano López. Na Batalha de Curupaiti, em 22 de setembro, no posto de capitão, comandou a Cavalaria. Em 24 de julho de 1868, recebeu o posto de General de Brigada. Participou na Campanha de Piquysyry e nas Batalhas de Itororó, Abay, Itá Ybaté e Lomas Valentinas. Em 24 de fevereiro de 1869, foi-lhe conferida a Medalha de Amambay. Ele foi um grande aliado do império depois da guerra para manter a ordem e a paz.

## Homenagens
A Rota 05, importante rodovia paraguaia, tem o seu nome.
A cidade General Bernardino Caballero recebe o nome em sua homenagem.